# Gilbert Buron
Pour les articles homonymes, voir Buron.
Gilbert Buron, né le 9 avril 1920 aux Hermites (Indre-et-Loire) et mort le 10 août 2009 à Tours (Indre-et-Loire), est un homme politique français.

## Biographie
En 1990 il publie sa biographie Une vie à tire d'aile : un paysan de Touraine au service de la liberté.
Par décret du 13 juillet 1994, il est nommé chevalier dans l'ordre national de la Légion d'honneur.
Il meurt le 10 août 2009 à Tours à l'âge de 89 ans.

## Détail des fonctions et des mandats
Mandat parlementaire
- 30 novembre 1958 - 9 octobre 1962 : Député de la 3e circonscription d'Indre-et-Loire

## Distinctions
- Chevalier de la Légion d'honneur (1994)